# Theo van Doesburg
Theo van Doesburg, pseudonym för Christian Emil Marie Küpper, född 30 augusti 1883 i Utrecht, död 7 mars 1931 i Davos, var en mångsidig nederländsk bildkonstnär, formgivare, konstteoretiker och poet. Han skapade stilriktningen De Stijl och var redaktör för riktningens tidskrift åren 1917-1931.

## Biografi
I samarbete med Piet Mondrian utformade han ett strikt plangeometriskt måleri kallad neoplasticism, som ytterst grundade sig på kubismens stränga formschema. Den arkitektur som Doesburg utformade tillsammans med Gerrit Rietveld byggde också på rätvinkliga kubistiska former och blev av stor betydelse för funktionalismens utveckling. Redan år 1916 började han samarbeta med arkitekterna Jacobus Johannes Pieter Oud och Jan Wils och sedan 1923 med Cornelis van Eesteren i ett tillämpande av  De Stijls principer på byggnader och inredning. 1922 undervisade han i detta sitt ämne vid Bauhaus i Weimar. 
År 1921 lanserade Theo van Doesburg också en ny persona åt sig själv, eller heteronym om man så vill, genom karaktären I. K. Bonset. Dennes dikter fyllde då ett nummer av tidskriften De Stijl. Parallellt utgav sedan I. K. Bonset tre nummer – Gul, Blå och Röd – av tidskriften Mecano i Nederländerna, som en del av en ännu livaktig internationell dadaism. Ytterligare en tidskrift skulle van Doesburg redigera längre fram. Den hette AC, som stod för Art Concret eller konkret konst, och utkom med endast 1 nummer 1930 i Paris. I detta nummer trycktes ett regelrätt manifest för just denna inriktning i motsats till "abstrakt konst".
Oljemålningen Abstrakte Komposition (inte döpt av upphovsmannen) beslagtogs som entartete Kunst på Landesmuseum (före detta Provinzial-Museum) i Hannover av företrädare för propagandaministeriet i Nazityskland den 17 augusti 1937. Efter värdering noterades målningen som zerstört [förstörd] i ett protokoll från den tiden. Även en teckning, Entwurf für ein Fenster / Skiss till ett fönster, försvann från samma museum.
År 1993 förärades dikten Lobelia I en plats som väggdikt på Doezastraat 5 i den nederländska staden Leiden. Dikten är daterad till 1916 och skriven av I. K. Bonset. Den trycktes ursprungligen i nummer 11 av tidskriften De Stijl utgiven i Leiden 1921. Numret kallades Anthologie-Bonset och bestod av en samling dikter i futuristisk och dadaistisk anda, daterade till åren 1913-1921. En andra väggdikt av I. K. Bonset invigdes 13 november 2002 i samma stad. Den heter X-beelden och är från 1920. Den återfinns på adressen Ir. Driessenstraat 11.

## Publikationer
- De maskers af!, en satirisk skrift illustrerad med 20 litografier (Amsterdam: Vennootschap Letteren en Kunst, 1910) Online (nl.wikisource.org)
- Anthologie-Bonset (Leiden: 1921) , en samling visuell poesi av I.K. Bonset Online (Internatinal Dada Archive)
- De Stijl : maandblad voor de moderne beeldende vakken, alla nummer av tidskriften i två volymer (Amsterdam: Athenaeum, 1968)

## Galleri

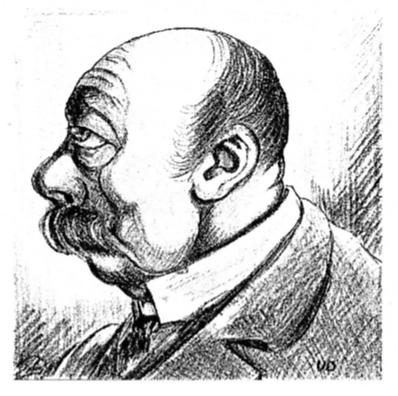
Don Juan (1910), litografi, 10,5 x 10,5 cm, karikatyr av en charmör, ur De maskers af!, blad 2.
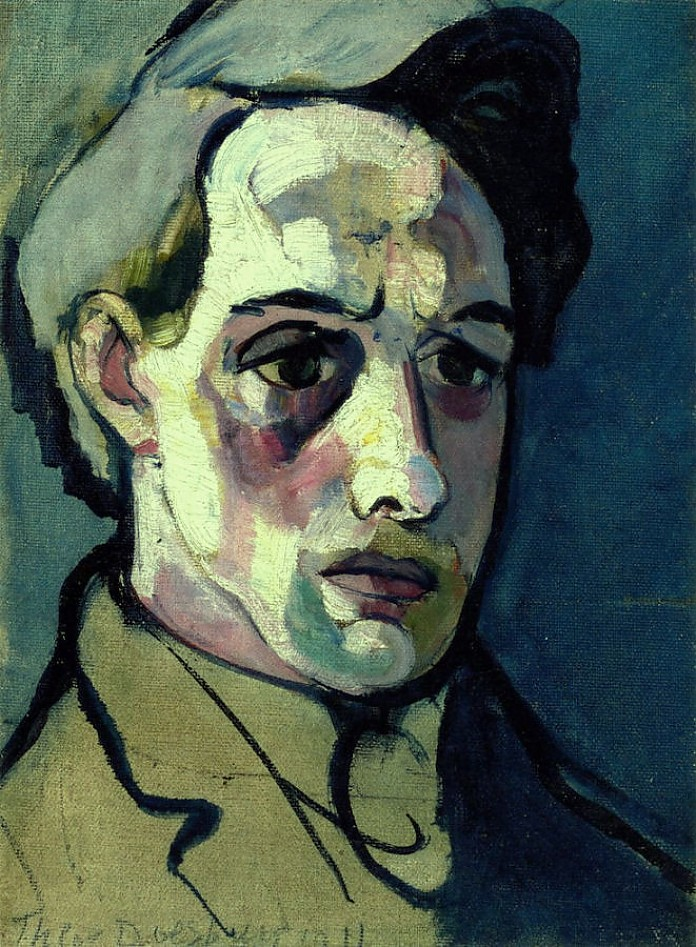
Självporträtt (1915), olja på duk.
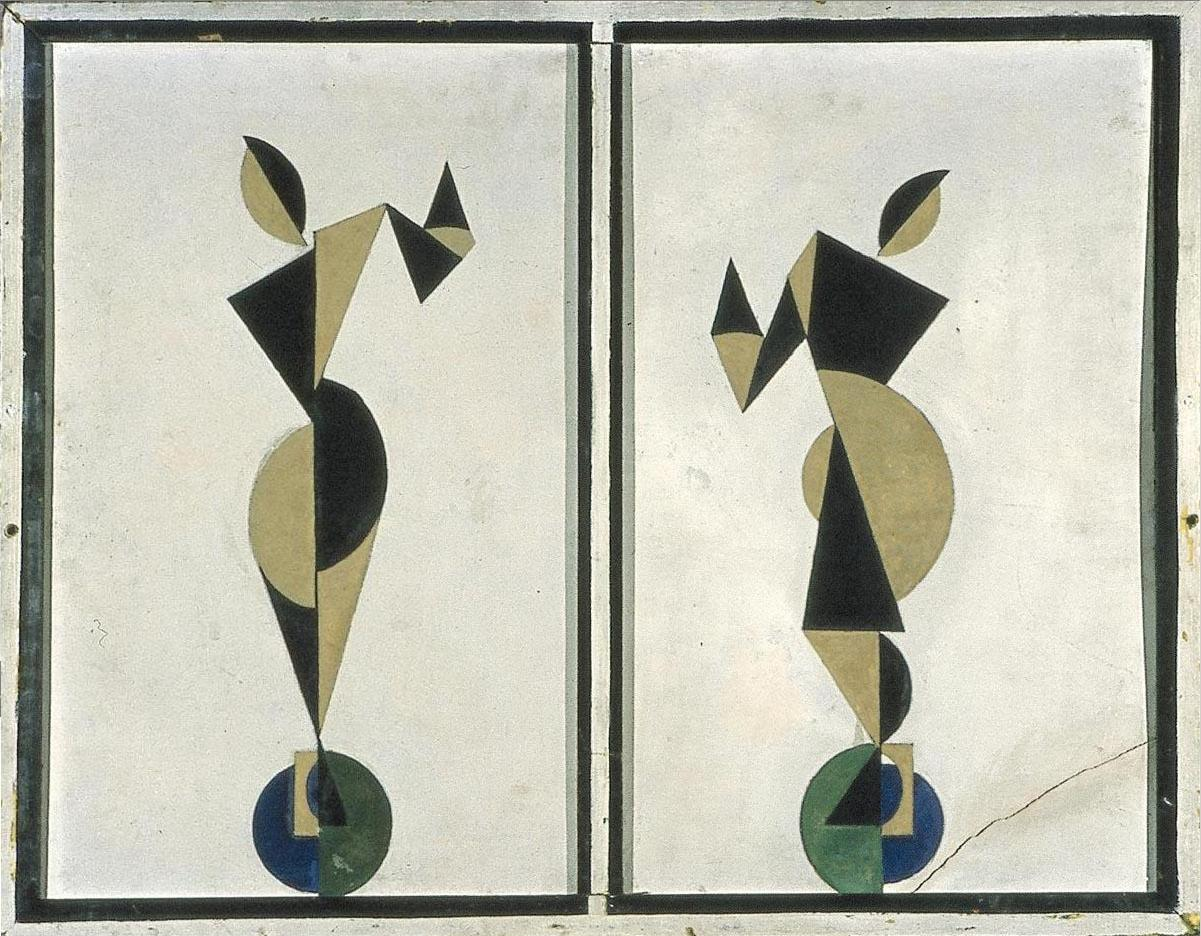
Dansare (1916), kaseinmålning, 48 x 30 cm, Kröller-Müller Museum.
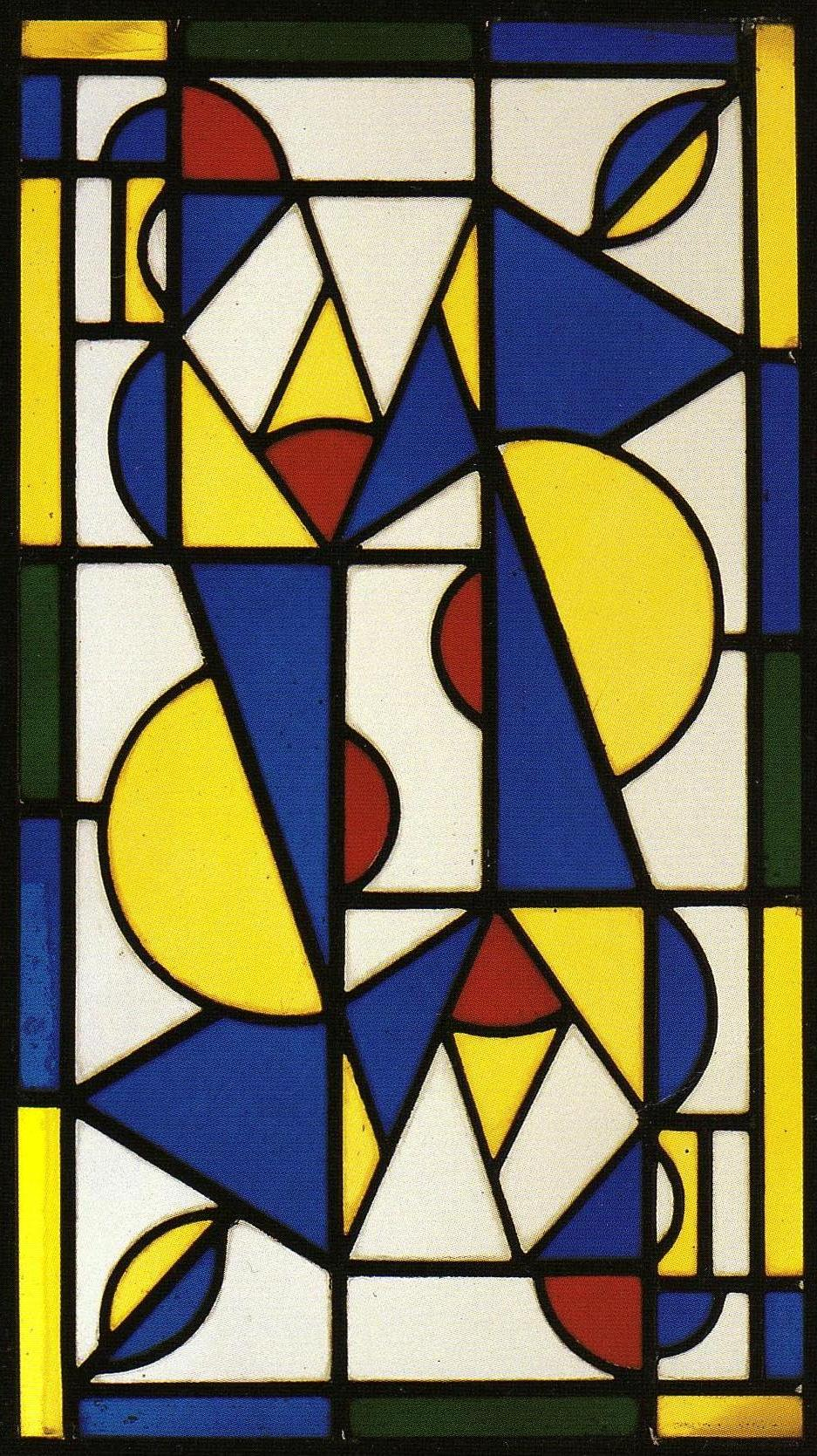
Dans I (1916-1917), glasmålning, 47 x 27 cm, Kröller-Müller Museum.
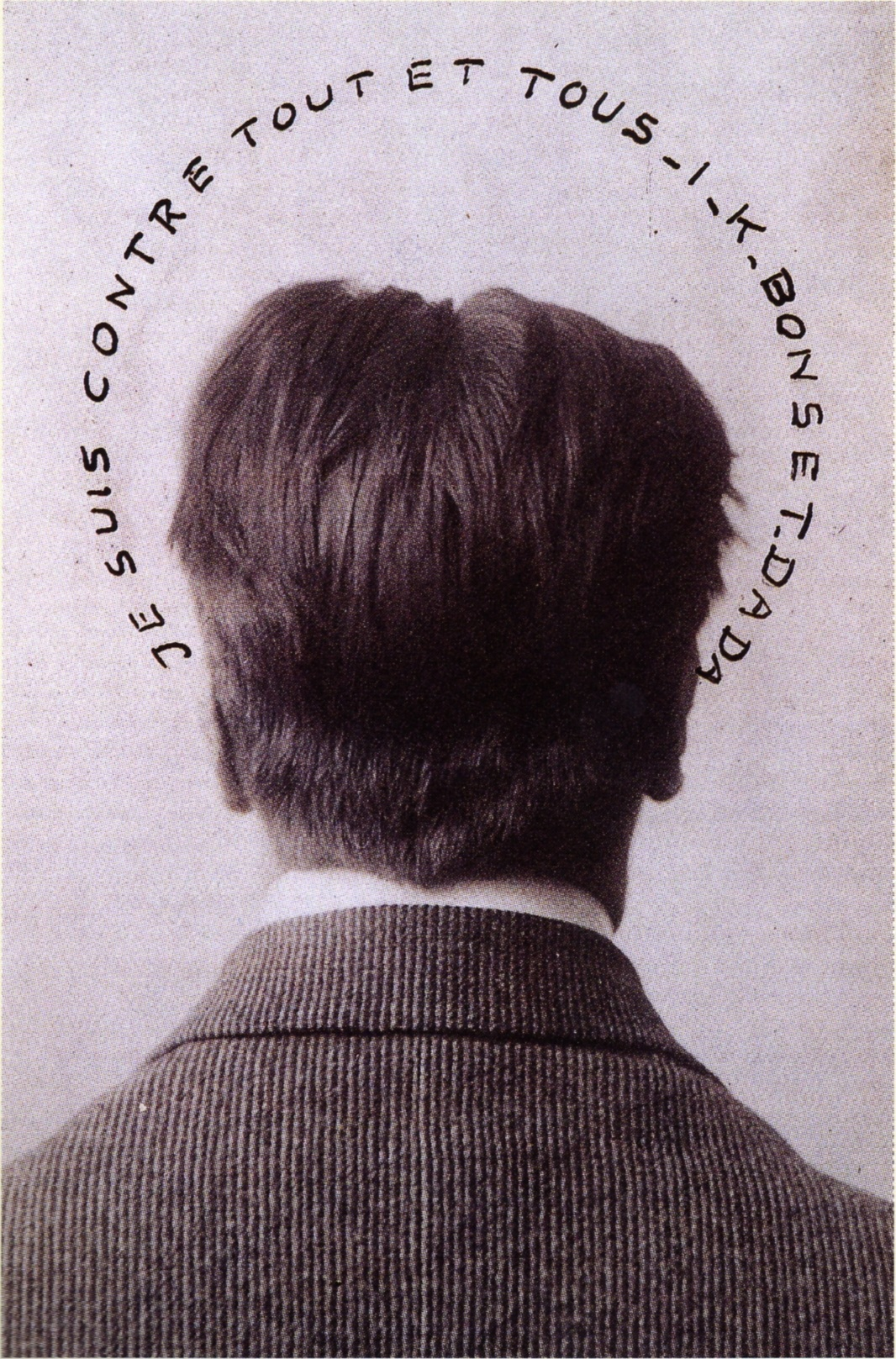
Je suis contre tout et tous. I.K.Bonset. Dada (1921), bläck på fotografi, 14 x 9 cm, Fondation Custodia i Paris.
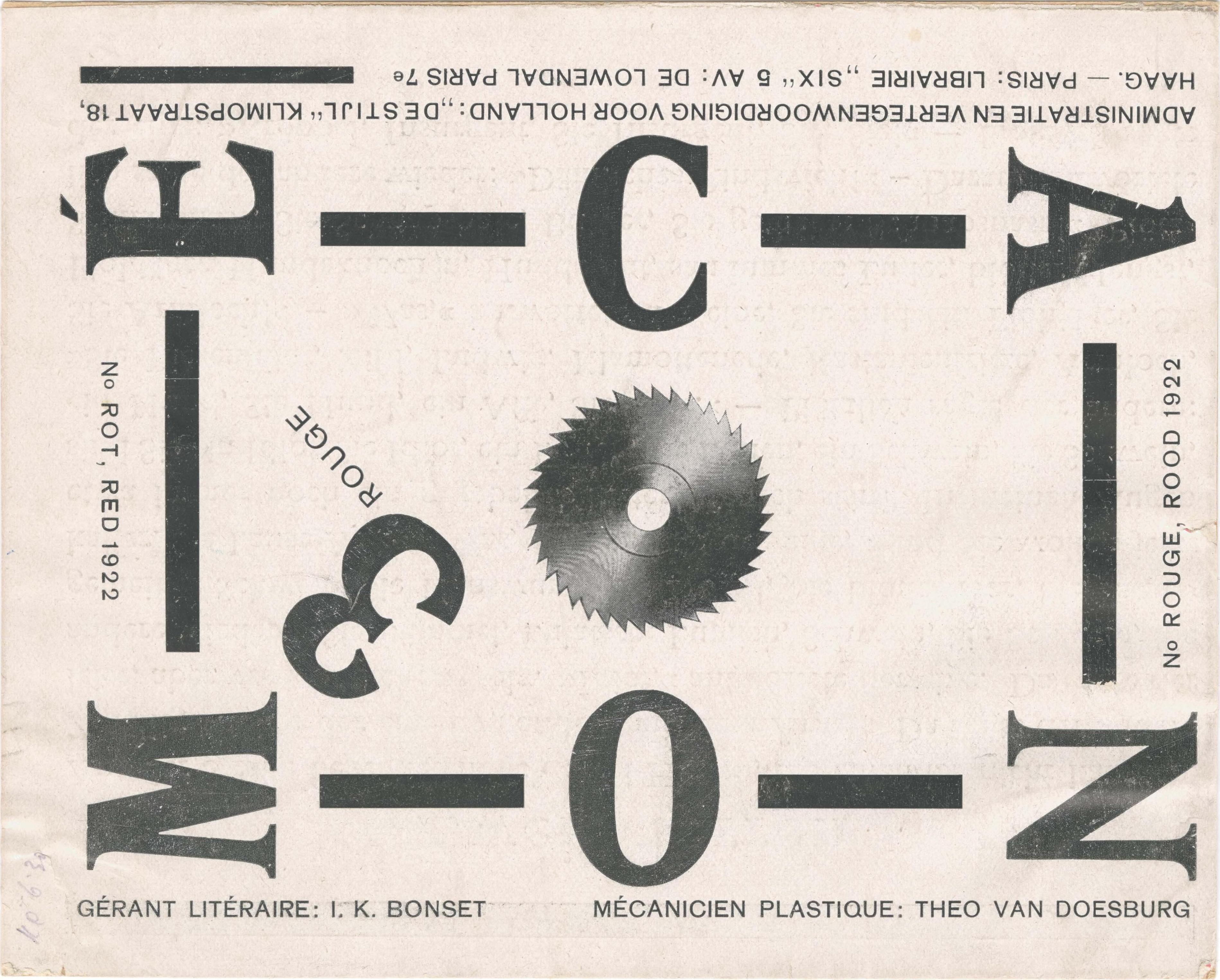
Omslag till tidskriften Mecano nr Röd (1922).
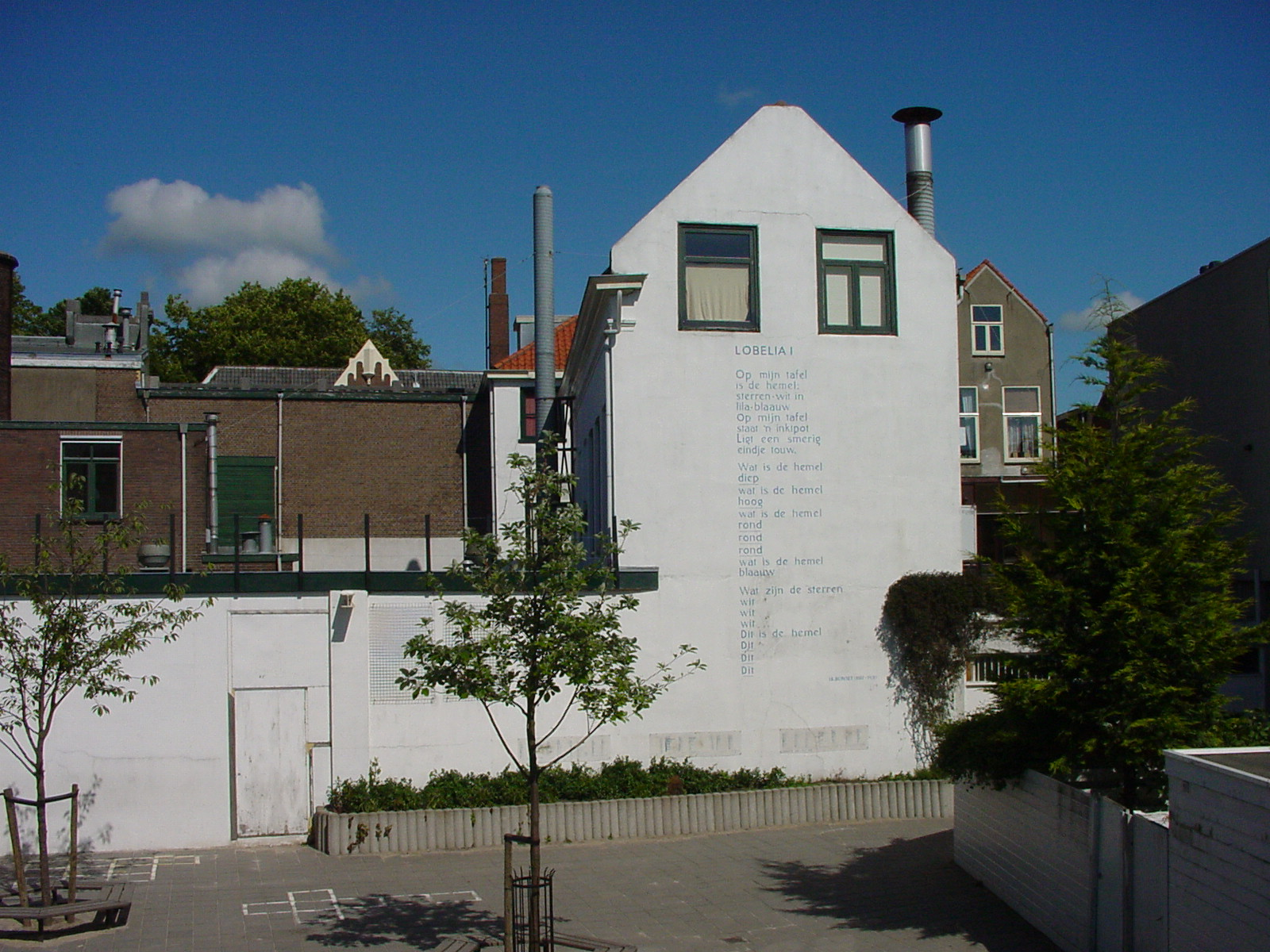
Lobelia I som väggdikt i Leiden.
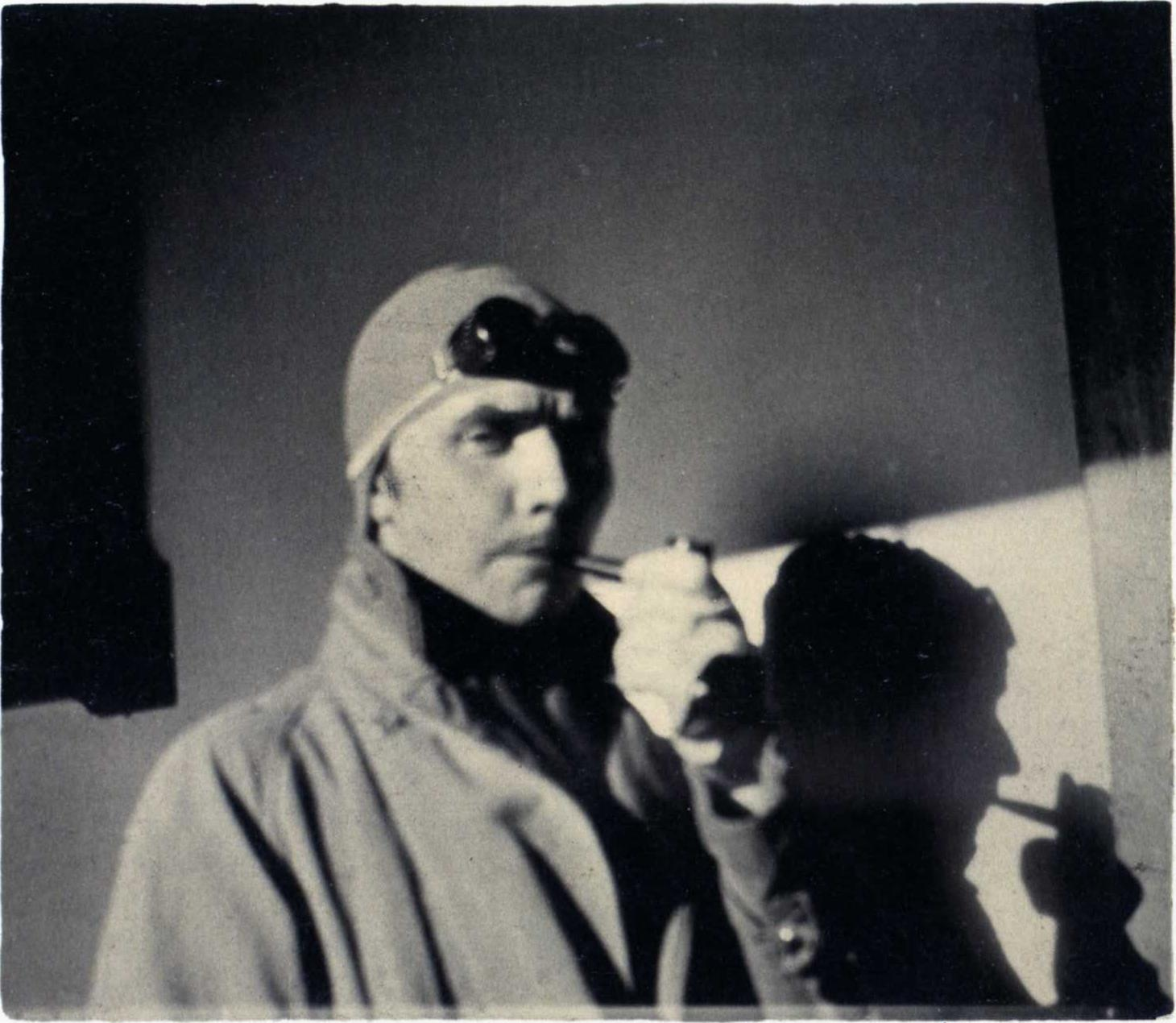
Porträtt av I.K. Bonset, ur De Stijl nr 79/84 (1927), Nelly van Doesburg utklädd till I.K. Bonset.